# 布莱恩斯滕广场

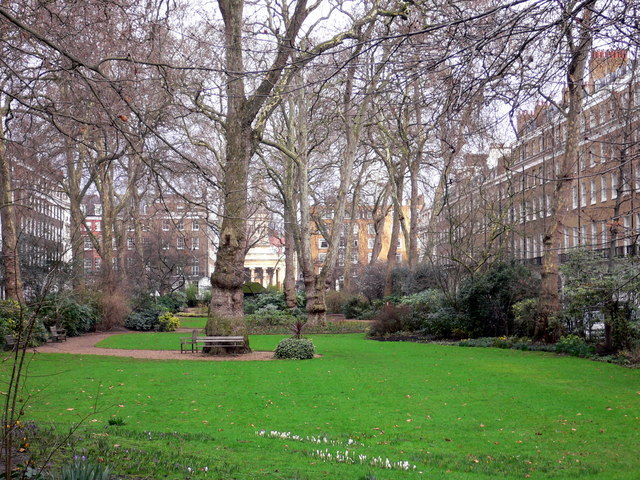
攝於2007年

布莱恩斯滕广场（英語：Bryanston Square）是英国伦敦西敏市马里波恩的一个矩形广场，最初有50个连续的门牌号码，但有些已被合并，如1A号的瑞士驻伦敦大使馆（原16至22号）。
英国圣公会的布莱恩斯滕广场圣母堂位于广场北端，是一座顶级登录建筑，1821年由罗伯特·斯默克设计。  
布莱恩斯滕广场的面积约与波特曼广场相等。它有宽阔的马路，许多建筑物都是保护建筑，色彩、高度和立面协调统一，拥有绿树成荫的私人花园：
- 25-26号[1]
- 28-32号[2]
- 44-48号[3]

韦瑟比学校（Wetherby Preparatory School）位于广场的西南角。南面是威廉·皮特·伯恩纪念喷泉，建于1862年，受到二级保护。